# 冠萼花楸
冠萼花楸（学名：Sorbus coronata）为蔷薇科花楸属的植物。分布于缅甸以及中国大陆的贵州、云南等地，生长于海拔1,800米至3,200米的地区，多生长在峡谷杂木林中，目前尚未由人工引种栽培。

## 异名
- Sorbus coronata (Card.) Yu et Tsai var. glabrescens Yu et Lu